# Sklodowska (krater)
För andra betydelser, se Sklodowska.
Sklodowska är en nedslagskrater på planeten Mars namngiven efter fysikern och kemisten Marie Curie.
Kratern har en diameter på ungefär 109 km.